# Annino Mele
Annino Mele (Mamoiada, 1951) è un criminale e scrittore italiano, una delle figure principali del banditismo sardo nel dopoguerra.

## Biografia
Pastore fin da bambino, viene condannato all'ergastolo per un duplice omicidio commesso il giorno di Capodanno del 1976 di fronte allo stadio Quadrivio di Nuoro. In carcere dal 1976 al 1980, si dà alla latitanza divenendo la primula rossa del banditismo sardo negli anni '80. Viene considerato coinvolto in diversi sequestri di persona ad opera dell'Anonima Sequestri avvenuti in Sardegna e nella penisola, come quello del bambino Davide Agrati, figlio del patron delle motociclette Agrati-Garelli. Fece parte della cosiddetta Superanonima Gallurese. Durante la latitanza lesse numerosi testi della sinistra rivoluzionaria e venne considerato a capo del Movimento armato sardo, organizzazione in contatto con le Brigate Rosse. 
Ferito e catturato nel 1987, è condannato all'ergastolo per omicidio e sequestro di persona insieme a Giovanni Cadinu. Può vantare un tentativo di avvelenamento ai suoi danni, nel 1989, a Bassone di Como, con stricnina nello zucchero che usa per addolcire il tè. In carcere ha scritto diversi libri. Nel 2017 ha ottenuto la libertà condizionale.

## Opere
- Il passo del disprezzo (1996), con Valdimar Andrade Silva
- Sos camminos della differenza (2001)
- Mai. L'ergastolo nella vita quotidiana, Sensibili alle Foglie, 2005
- La sorgente delle pietre rosse (2007), con Efisio Cadoni
- Strabismi. Dove si racconta del carcere e del senso delle cose con Giovanni Maria Bellu, Sensibili alle Foglie, 2009, ISBN 8889883308
- Grutta de sos mortos (Sa) Carlo Delfino Editore, 2009
- Quando si vuole. Boschi, banditi, progetti e carceri, con Giulia Spada,  Sensibili alle Foglie, 2016
- Il male dell'ergastolano. Ovvero il tarlo della morte,  Sensibili alle Foglie, 2018